# International Escort Awards
International Escort Awards přezdívané Hookies jsou ocenění v oblasti mužských eskortních služeb a úzce souvisejících oblastí, včetně gay pornografie. Od roku 2006 je udílí americká společnost Rentboy.com, která působí v branži od roku 1997 a stála také u zrodu pravidelných parties Hustlaball. Osobní podíl na vzniku cen má zakladatel společnosti Jeff Davids a její ředitel Sean Van Sant. O vítězích rozhodují hlasováním sami uživatelé serveru Rentboy.com.
V srpnu 2015 však policejní orgány Spojených států amerických provedly razii v newyorských kancelářích společnosti Rentboy.com kvůli podezření z propagace ilegální prostituce. Samotný server byl poté úředně znepřístupněn a další budoucnost Hookies se tak rovněž stala nejistou.

## Držitelé cen

### 2006
První udílení cen proběhlo v newyorském klubu Roxy v říjnu 2006 a událost uváděla drag queen Shequida. V 12 hlavních (a dvou doplňujících) kategoriích byli oceněni:
Celkově nejlepší eskort (Best Overall Escort)
Talvin DeMachio
Nejlepší pasiv (Best Bottom)
Fredy
Nejlepší aktiv (Best Top)
Arpad Miklos
Nejlepší fetišistický eskort (Best Fetish Escort)
Adam Faust
Nejuniverzálnější eskort (Most Versatile Escort)
Tommy Deluca
Nejvíc sexy eskort (Sexiest Escort)
Jason Carter
Nejlepší eskortující pornohvězda (Best Porn Star Escort)
Erik Rhodes
Nejlepší eskortní agentura (Best Escort Agency)
Maximum
Nejlepší eskortní web (Best Escort Website)
Benjamin Nicholas
Největší penis (Biggest Dick)
Ben Andrews
Nejlepší reklama na Rentboy.com (Best Rentboy Ad)
Josh Weston
Nejlépe vypracované tělo (Best Bodyworker)
FeelBetterNaked
Eskort s nejlepším přístupem (Best Attitude Escort)
Logan

### 2008
Zatímco první udílení cen bylo načasováno na podzim, od následujícího ročníku se již konalo v jarním období, konkrétně 22. března 2008 v klubu Red Carpet. Ceremoniálem provázel Jonny McGovern. Oceněni byli:
Celkově nejlepší eskort (Best Overall Escort)
London Boy Pete
Nejlepší pasiv (Best Bottom)
Jonathan Lowe
Nejlepší aktiv (Best Top)
Luiz Padro
Nejlepší fetišistický eskort (Best Fetish Escort)
Diesel Washington
Nejuniverzálnější eskort (Most Versatile Escort)
Chase Evans
Kyle Foxxx
Nejvíc sexy eskort (Sexiest Escort)
Tristan Matthews
Nejlepší eskortující pornohvězda (Best Porn Star Escort)
Arpad Miklos
Nejlepší eskortní agentura (Best Escort Agency)
Meet the Stars
Nejlepší eskortní web (Best Escort Website)
Club Dean
Největší penis (Biggest Dick)
Barrett Long
Nejlepší reklama na Rentboy.com (Best Rentboy Ad)
2 Boys in London
Nejlépe vypracované tělo (Best Bodyworker)
Mike

### 2009
Třetí ročník udílení cen se uskutečnil v newyorském baru Splash 20. března 2009 a moderátorské role se opět ujala drag queen Shequida. Řada kategorií doznala změn. Nominováni a oceněni byli:
Celkově nejlepší eskort (Best Overall Escort)
John Pich
Nominace: John, Tommy Deluca, Erik Rhodes, Brandan Steele, Marcello, Talvin DeMachio
Nejlepší aktiv (Best Top)
Brazilian Hunk
Nominace: John, Brazilian Hunk, Beto Puma, Alcangel, Diesel Washington, Arpad Miklos
Nejlepší verzatilní eskort (Versatile Escort)
Mike Best
Nominace: Mike, Cameron Adams, Aaron Mark, Mifune, Fred, Rusty
Nejlepší fetišistický eskort (Best Fetish Escort)
Kaleb Scott
Nominace: British Marine, Adam Faust, RentDad, Ace Rock Star, Brendan Black, Kaleb
Nejvíc sexy eskort (Sexiest Escort)
Arpad Miklos
Marcel
Nominace: Marcel, RafaXXL, Arpad Miklos, Jimmy, Andy Lopez, Jason Crew
Nejlepší nováček (Best Newcomer)
Jason Pitt
Nominace: Nelson Troy, Pat Bateman, Kyle King, Mikey Likes 69, Ty, Jason Pit
Nejlepší dvojice (Best Duo)
Gio & Nikko
Nominace: Gio & Nikko, HotPunkBoys4U, Black&White Couple, Rocco & Ryan, Midtown Couple, Two French Guys
Nejlepší masér (Best Masseur / Bodyworker)
Sagi
Nominace: Sagi, Bodywork by JD, Sami, Chris, Brunno, Will
Nejlepší eskortující pornohvězda (Best Porn Star Escort)
Nick Capra
Nominace: Ryan Raz, Nick Capra, Mario Ortiz, Zeb Atlas, Rafael Carreras, Robert Van Damme
Nejlepší eskortní agentura (Best Escort Agency)
BOYSandBOYS
Nominace: BOYSandBOYS, Gay Tailored Tours, Maximum Escorts, Chelsea Guys, St.Tropez Escorts, Forest Meetings
Nejlepší osobní eskortní web (Best Personal Escort Website)
Diesel Washington
Nominace: Robert Van Damme, Tommy Deluca, Arpad Miklos, Diesel Washington, RJ Danvers, Zeb Atlas
Největší penis (Biggest Dick)
Barrett Long
Nominace: Tommy Deluca, Chad Hunt, Cubano in Paris, RafaXXL, Mixed 13, Barrett long
Nejlepší zadek (Biggest Ass)
Cory Koons
Nominace: Cory Koons, Francois Sagat, RJ Danvers, Ben, Nick, Kaleb
Nejlepší tetování (Best Tattoos)
Alcangel
Nominace: Inked Jock, Leif Ericson, François Sagat, SF Simon, Alcangel, Brendan Black
Nejlepší reklama na Rentboy.com (Best Rentboy Ad)
„Tom“ German Hunk
Nominace: „Tom“ German Hunk, Juam, Fred, Mike, Justin Taylor, David Cuban
Celoživotní přínos (Lifetime Achievement)
Brandon Baker

### 2010
Vyhlášení cen následujícího ročníku proběhlo 19. března 2010 v klubu Rebel. Hlasování uživatelů v 13 z celkem 14 oceňovaných kategorií probíhalo od prosince předchozího roku online a vítěz titulu Mr. International Escort byl vybírán na sérii v Londýně, Paříži, New Yorku, na Floridě, Los Angeles, San Franciscu a Chicagu. Ceremoniálem provázel bavič a performer Raven O. Nominováni a oceněni byli:
Mr. International Escort 2010
Gio
Regionální vítězové: Tommy Defendi (Mr. Chicago), Kid Power (Mr. Florida), Geordie (Mr. London), Drew Cutler (Mr. Los Angeles), Gio (Mr. New York), Rocco (Mr. Paris), Dane (Mr. San Francisco)
Nejlepší aktiv (Best Top)
Arpad Miklos
Nominace: Kyle King, PR Miguel, Arpad Miklos, Rob, Theo, Fabrizio
Nejlepší fetišistický eskort (Best Fetish Escort)
Brad McGuire
Nominace: Enzo, Marshall Law, James Roscoe, Brad McGuire, Nick Moretti, Leather Jock Boy
Nejlepší nováček (Best Newcomer)
Jay
Nominace: Heath Jordan, Armani, Damo, Allan Carter, Jayden Grey, Jay
Nejlepší dvojice (Best Duo)
Mangiatti Twins
Nominace: Alex & Rob, Chip & Rocco, Mangiatti Twins, Hung Guys, Mike & Allan, Chad & Clay
Nejlepší vysněný přítel (Best Boyfriend Fantasy)
Gio
Nominace: Gio, Australian Bloke Nick, Jake, AJ Irons, Fabrizzio Pauloni, Tom
Nejlepší tatík (Best Daddy)
Chase Hunter
Nominace: Rusty McMann, Jake Mitchell, Ridge, British Marine, Jeff Grove, Chase Hunter
Nejlepší eskortující pornohvězda (Best Porn Star Escort)
Junior Stellano
Rafael Alencar
Nominace: Christian Wilde, Rafael Alencar, Junior Stellano, Derrick Hanson, Harry Louis, Avi Dar
Nejlepší blogger (Best Blogger / Writer)
Diesel Washington
Nominace: Ryan Raz Blog, Jason Pitt Blog, Mike Dreyden Blog, Diesel Washington Blog, William Rockwell, Nick Capra Blog
Nejlepší eskortní agentura (Best Escort Agency)
Maximum Escorts
Nominace: Premier Escorts, Chelsea Guys, Maximum Escorts, Gay Tailored Tours, Apollo21.com, Meet The XXX Stars
Největší penis (Biggest Cock)
Barrett Long
Nominace: Sean John, Alex Bond, Mars Sajbor, BangBang Tommy, Barrett Long, Jay Holt
Nejlepší zadek (Best Ass)
Tory Mason
Alex Baresi
Nominace: Beaux Banner, Tory Mason, Jason Tyler, Alex Baresi, Jason Michaels, RickBauer
Nejlepší tetování (Best Tattoos)
Israel
Nominace: Tattoed Muscle Jock, Andres, Simon, Gustavo Frotta, David Taylor, Israel
Nejlepší tělo (Best Body)
Tom Nordic Hunk
Nominace: Blito, Tom, Kyle Jock, Kairon, Patrick, David

### 2011
Ceremoniál pátého ročníku uváděl 13. března 2011 v manhattanské tančírně Roseland komik a herec Leslie Jordan. Nominováni a oceněni byli:
Mr. International Escort 2011
Rafael Alencar
Regionální vítězové: Rafael Alencar (Mr. New York), Shane Frost (Mr. Chicago), Jayden Grey (Mr. Los Angeles), Derrick Hanson (Mr. San Francisco), Kevin (Mr. Florida), Harry Louis (Mr. London), Nando (Mr. Paris)
Nejlepší aktiv (Best Top)
Theo
Nominace: Antonio Biaggi, Antonio Ferrari, Theo, Gustavo, Rafael Carreras, GermanXXL
Nejlepší fetišistický eskort (Best Fetish Escort)
Derrick Hanson
Nominace: Paul Stag, Enzo, Chad Brock, Derrick Hanson, Calvin, Israel
Nejlepší nováček (Best Newcomer)
Logan Stevens
Nominace: Patrick Taylor, Brayden James, Josh Riley, Logan Stevens, Pedro Aron, LeoBoy
Nejlepší účinkující ve videochatu (Best Live Performer)
Gio
Nominace: Gio, Michael Brandon, Jason Tyler, Samuel Colt, William West, Diesel Washington
Nejlepší dvojice (Best Duo)
Military & Jock
Nominace: Alex and Rob, Identical Twins, Military & Jock, Scorpio Twins, Ivan & Oswald, Chip & Rocco
Nejlepší vysněný přítel (Best Boyfriend Fantasy)
Jayden Grey
Nominace: Chris, Cole Streets, Harry Louis, Ryan Raz, Jayden Grey, Rocco
Nejlepší tatík (Best Daddy)
Chase Hunter
Nominace: Jeff Grove, Rusty McMann, Diesel Washington, Kickboxer, Adam Roque, Chase Hunter
Nejlepší eskortující pornohvězda (Best Porn Star Escort)
Samuel Colt
Nominace: Jake Steel, Heath Jordan, Samuel Colt, AJ Irons, Christian Wilde, Trent Locke
Nejlepší osobní eskortní web (Best Personal Escort Website)
Arpad Miklos
Nominace: Arpad Miklos, Trent Locke, Rusty Stevens, Jay Roberts, David-SF, Josh R
Nejlepší eskortní agentura (Best Escort Agency)
Maximum Escorts
Nominace: Maximum Escorts, Gay Tailored Tours, Chelsea Guys, Premier Escorts, St. Tropez Escorts, Apollon 21
Největší penis (Biggest Cock)
Ben Andrews
Nominace: Travis, Rocco, Tommy Deluca, Ben Andrews, Wesley, Barrett Long
Nejlepší zadek (Best Ass)
Theo Richards
Nominace: Kyle King, Tristan Phoenix, Edinson, Jay Roberts, Theo Richards, Luke
Nejlepší tetování (Best Tattoos)
Alessio Romero
Nominace: Tattoo, Arnau Paris, Tatt Muscle Jock, Kane O'Farrell, Alessio Romero, Brayan Grossman
Nejlepší tělo (Best Body)
Kevin
Nominace: Avi Dar, Jay Muscle Dude, Luka, Brayan Grossman, Kevin, SuperJock

### 2012
Vyhlašování cen 23. března 2012, opět v newyorské tančírně Roseland, uváděl Alec Mapa. Hlasování probíhalo do 15. února. Pozornost vzbudil zvažovaný mladý miamský eskort jménem Jo-Vanni Roman, který byl z nominací vyloučen kvůli možnému porušení pravidel eskortních služeb, když vyzradil jméno svého klienta, jímž byl obhájce konverzní terapie George Rekers. Nominováni a oceněni byli:
Mr. International Escort 2012
Jesse Santana
Regionální vítězové: Theo (Mr. Florida), Santana (Mr. Los Angeles), Spencer Reed (Mr. San Francisco), Mishka (Mr. London), Heath Jordan (Mr. Chicago), Vito Gallo (Mr. New York)
Nejlepší aktiv (Best Top)
Tommy Defendi
Nominace: Tommy Defendi, Carlos Santiago, Rafael Alencar, Vito Gallo, Fernando Kairon, Rick Power Top
Nejlepší fetišistický eskort (Best Fetish Escort)
Spencer Reed
Nominace: Spencer Reed, Jim Ferro, Marshall Law, Kane O'Farrell, Kieron Knight, CutlerX
Nejlepší nováček (Best Newcomer)
Diego Vena
Nominace: Sean Caden, Alejandro, Evan Mercy, Diego Vena, Drew, Blaine Johnson
Nejlepší účinkující ve videochatu (Best Live Performer)
Jay Roberts
Logan Stevens
Nominace: Darius Soli, Kennedy Carter, Gio, Jay Roberts, Armani, Logan Stevens
Nejlepší dvojice (Best Duo)
Romeo & Gustavo
Nominace: Chip & Rocco, Romeo & Gustavo, Stephan & Max, Hugo & Louis, Jason & Logan, Blake & Blue
Nejlepší vysněný přítel (Best Boyfriend Fantasy)
Jake Steel
Colin Black
Nominace: Spencer Whitman, Colin Black, Jake Steel, Sergio Cortez, Shane Frost, Nubius
Nejlepší tatík (Best Daddy)
Arpad Miklos
Nominace: Remo Ferri, Kevin Slater, Dirk Caber, Arpad Miklos, Greg Mitchell, Rusty McMann
Nejlepší eskortující pornohvězda (Best Porn Star Escort)
Vito Gallo
Nominace: Harry Louis, Santana, Vito Gallo, Jay Roberts, James Jamesson, Heath Jordan
Nejlepší osobní eskortní web (Best Personal Escort Website)
Heath Jordan XXX
Nominace: Heath Jordan XXX, Josh Ryley, Rafael Alencar World, Relax with Kris, That Kid Kennedy Carter, Ask Dominick Advice
Nejlepší eskortní agentura (Best Escort Agency)
 ? 
Nominace: Chelsea Guys, Maximum Escorts, Horses Guys Montreal, Tender Moments, Gay Tailored Tours, Premier Escorts
Největší penis (Biggest Cock)
Jake Havoc
Nominace: Paulo Massa, Antonio Biaggi, Tommy DeLucca, Joybringer, Chase Coxxx, Jake Havoc
Nejlepší zadek (Best Ass)
Kaleb Aussie Boy
Nominace: Danny Cruz, Logan Stevens, KALEB: Aussie boy!, Tyler Andrews, Jason Michaels, Dean Monroe
Nejlepší tetování (Best Tattoos)
Kennedy Carter
Nominace: Lantz, Kennedy Carter, Chris Porter, Kane O'Farrell, Bo Dean, Armani
Nejlepší tělo (Best Body)
Jesse Santana
Nominace: Luka, Dylan, David, Kyle King, Jesse Santana, Gabriel

### 2013
Vyhlášení vítězů se uskutečnilo 22. března 2013 a večerem provázela Sharon Needles, vítězka čtvrté řady reality show RuPaul’s Drag Race. Online hlasování v 15 kategoriích probíhalo do 15. února. Opět došlo ke změnám v kategoriích a novinkou bylo vyhlášení nejlepšího filmu. Nominováni a oceněni byli:
Mr. International Escort 2013
Christopher Daniels
Regionální vítězové: Ivan Castro (Mr. New York), Tate Ryder (Mr. Los Angeles), Christopher Daniels (Mr. San Francisco), Diego Vena (Mr. Florida), Kaleb (Mr. Toronto), Brayden Forrester (Mr. Chicago), Leo Domenico (Mr. London), Yarin (Mr. Paris)
Nejlepší aktiv (Best Top)
Austin Wolfe
Nominace: Jay Muscle Dude, Austin Wolfe, Diesel Washington, Rafael Alencar, Peto Coast, Cutler X
Nejlepší fetišistický eskort (Best Fetish / Kink Escort)
Draven Torres
Nominace: Israel, Lance Navarro, James Roscoe, Draven Torres, Master Brandonn, Derrick Hanson
Nejlepší nováček (Best Newcomer)
JD Phoenix
Nominace: Austin Wolf, Mike Tanner, JD Phoenix, Eli Lewis, All-American Jockboy, Tim Drake
Nejlepší medvěd (Best Bear / Cub)
Heath Jordan
Nominace: Beefymexican, Rob, Heath Jordan, DirtyNerdyHipster, Marcus Troy, James Jamesson
Nejlepší mladíček (Best Twink)
Sean Caden
Nominace: Luke Harding, Sean Caden, Sebastian Woods, Alex DeRicco, Giovanni Summers, Aiden Connors
Nejlepší vysněný přítel (Best Boyfriend Fantasy)
Samuel Colt
Nominace: Blue Bailey, Vito Gallo, Kaleb, Boston Miles, Samuel Colt, Shane Frost
Nejlepší tatík (Best Daddy)
Charlie Harding
Nominace: Ray Dalton, Chad Brock, Graham, Sailor, Jeff Grove, Charlie Harding
Nejlepší masáž (Best Massage)
Andres in NYC
Nominace: Andres in NYC, Kris in Seattle, Alex in San Diego, Erik in Atlanta, Victor in Paris, Zoltan in FTL
Nejlepší tanečník (Best Dancer)
Erik Rage
Nominace: Eli Lewis, Erik, JD Phoenix, Brayan Grossman, Armand, Tate Ryder
Nejlépe oblečený / nejlepší styl (Best Dressed / Style)
Josh Ryley
Nominace: Leo Domenico, Mike Austin, Logan Stevens, Josh Ryley, Carter Jacobs, Xander
Nejlepší eskortující pornohvězda (Best Porn Star Escort)
Trenton Ducati
Marc Dylan
Nominace: Marc Dylan, Trenton Ducati, Antonio Biaggi, Tommy Defendi, Drew Sumrok, Cliff Jensen
Nejlepší blog či eskortní web (Best Blogger / Escort Website)
Eli Lewis
Nominace: Marc Dylan, Sebastian Woods, Josh Ryley, David-SF, Eli Lewis, All-American Jockboy
Nejlepší film (Best Film)
Hooker Stories (Naked Sword)
Nejlepší penis (Best Cock)
Rafael Alencar
Nominace: Juicy Gigolo, Rafael Alencar, Antonio Biaggi, Trenton Ducati, Cutler X, Blake Daniels
Nejlepší zadek (Best Ass)
Tate Ryder
Nominace: Roman Heart, Danny Cruz, Brayden Forrester, Tate Ryder, Christopher Daniels, Jesse Santana
Nejlepší tělo (Best Body)
Trenton Ducati
Nominace: Michael Marino, Theo, Austin Wolf, Kyle King, Trenton Ducati, Mark London

### 2014
V roce 2014 byla regionální kola soutěžení o titul Mr. International Escort rozšířena do 9 míst. Vyhlášení finálních výsledků proběhlo v newyorském hotelu Out 21. března 2014 a ujal se jej opět komik Leslie Jordan s drag queen Shequidou. Nominováni a oceněni byli:
Mr. International Escort 2014
Boomer Banks
Regionální vítězové: Boomer Banks (Mr. New York), Tommy Defendi (Mr. Los Angeles), Blue Bailey (Mr. San Francisco), Angel Rock (Mr. Florida), Aleks Buldocek (Mr. Chicago), Adam Dacre (Mr. UK), Geoffrey Paine (Mr. France), Josh Milk (Mr. Spain), Eli Henry (Mr. Canada)
Nejlepší aktiv (Best Top)
Ty Roderick
Angel Rock
Nominace: Esparco, Alejandro Dumas, Trenton Ducati, Maykol, Angel Rock, Ty Roderick
Nejlepší pasiv (Best Bottom)
Killian James
Nominace: Brandon Jones, Justin King, Donnie Dean, JR Bronson, Jessie Colter, Killian James
Nejlepší fetišistický eskort (Best Fetish / Kink Escort)
Leo Forte
Nominace: Jaris Nomad, Chris, Tom Leather Master, Leo Forte, Justin King, Blue Bailey
Nejlepší nováček (Best Newcomer)
Duncan Black
Nominace: Brad Rioux, Sean Duran, Alex Graham, Duncan Black, Taylor, Rex Benton
Nejlepší medvěd (Best Bear / Cub)
Tony Orion
Nominace: Beefy Mex, Marcus Isaacs, Shay Michaels, Dane Hyde, Clark Rogers, Troy Webb
Nejlepší mladíček (Best Twink)
Blake Stone
Nominace: Zach King, Ricky, JT, Alan Scott, Blake Stone, Maxie Hamilton
Nejlepší vysněný přítel (Best Boyfriend Fantasy)
Blue Bailey
Nominace: Blue Bailey, Andrew Maroc, Adam Dacre, Construction Guy, Carlos, Shawn Wolfe
Nejlepší tatík (Best Daddy)
Adam Russo
Nominace: Sailor, Jake Mitchell, Adam Russo, Steve, Union Jackal, Chris Roberts
Nejlepší masáž (Best Massage)
Bryan Knight
Nominace: Tom, Bryan Knight, Jake, Juan Sanchez, Frankie, Tony
Nejlépe oblečený / nejlepší styl (Best Dressed / Style)
Leo Forte
Nominace: Dario Owen, Boomer Banks, Dean Monroe, Trenton Ducati, Leo Forte, Amir
Nejlepší eskortující pornohvězda (Best Porn Star Escort)
Tommy Defendi
Nominace: Ryan Rose, Austin Wolf, Tommy Defendi, Sean Xavier, Boomer Banks, Ty Roderick
Nejlepší osobní eskortní web (Best Personal Escort Website)
Tyson Tyler
Nominace: Marc Dylan, Christopher Daniels, Trenton Ducati, Eli Henry, Drew Sumroc, Tyson Tyler
Nejlepší penis (Best Cock)
Boomer Banks
Nominace: Boomer Banks, Cutler X, Sean Xavier, Trenton Ducati, James Anaconda, Eric
Nejlepší zadek (Best Ass)
Duncan Black
Nominace: Tyler Wolf, Nick Cross, Nick Sterling, Derek Parker, Tony Orion, Duncan Black
Nejlepší tělo (Best Body)
Austin Wolf
Nominace: Austin Wolf, Mykko, Marco Sessions, Bernardo, Tyson Tyler, Jesse Santana

### 2015
Devátý ročník byl opět vyhlášen s udílením cen 20. března 2015 a oznámením regionálních kandidátů na titul Mr. International Escort 20. února téhož roku. Udílecí ceremoniál se uskutečnil v newyorském hotelu OutNYC. Nominováni a oceněni byli:
Mr. International Escort
Rocco Steele
Regionální vítězové: Mike De Marko (Mr. Los Angeles), Rocco Steele (Mr. New York), Duncan Black (Mr. Chicago), Max Cameron (Mr. San Francisco), Mario Costa (Mr. Florida), Gianluigi Volti (Mr. UK), Dario Owen (Mr. Spain), Donnie Dean (Mr. Canada), Theo Ford (Mr. France)
Nejlepší aktiv (Best Top)
Austin Wolf
Nominace: Mitch Vaughn, Rocco Steele, Drilla, Gianluigi Volti, Austin Wolf, Arnau Spain
Nejlepší pasiv (Best Bottom)
Duncan Black
Nominace: Mike DeMarko, Duncan Black, Alexander Gustavo, Justin King, BrianBonds, Blue Bailey
Nejlepší fetišistický eskort (Best Fetish / Kink Escort)
Brian Bonds
Nominace: Russell Stratton, Jessy Karson, Adam Russo, Brian Bondsm, Shameless Seamus, Viktor Belmont
Nejlepší nováček (Best Newcomer)
Patrick Michaels
Viktor Belmont
Nominace: Jay Marrzino, David Benjamin, Patrick Michaels, Viktor Belmont, Bennett Anthony, Leo Sweetwood
Nejlepší medvěd (Best Bear / Cub)
Will Foster
Ted Byrns
Nominace: Bryan Knight, Hunter Scott, Rusty McMann, Chris Wydeman, Ted Byrns, Will Foster
Nejlepší mladíček (Best Twink)
Shameless Seamus
Nominace: Ricky Roman, Eli Lewis, Alan Scott, Michael Young, Shameless Seamus, Trent & Sam
Nejlepší vysněný přítel (Best Boyfriend Fantasy)
Mike De Marko
Nominace: Mike De Marko, Killian James, Israel Oka, Andrew Maroc, Blake Daniels, Joseph Rough
Nejlepší tatík (Best Daddy)
Chris Roberts
Nominace: Rocco Steel, AnacondaHunga, Miles Previtire, Jack, Chris Roberts, Cutler X
Nejlepší masáž (Best Massage)
Elijah Wood
Nominace: Elijah Wood, Carl Payne, Kev, Paco, Lance Navarro, Greg Mitchell
Nejlépe oblečený / nejlepší styl (Best Dressed / Style)
Boomer Banks
Nominace: Boomer Banks, Michael Young, Pablo Jose, Alexander Berlin, Tommy Defendi, Chris Harder
Nejlepší eskortující pornohvězda (Best Porn Star Escort)
Aleks Buldocek
Nominace: Tyson Tyler, Ryan Rose, Sean Xavier, Rocco Steele, Aleks Buldocek, Boomer Banks
Nejlepší osobní eskortní web (Best Personal Escort Website)
Nick Sterling
Nominace: TrentonDucati.com, NickSterlingNYC.com, Bryan-Knight.com, AlexanderBerlin.com, DarioOwen.com, MarcDylan.com
Nejlepší penis (Best Cock)
Rocco Steele
Nominace: AnacondaHunga, Rocco Steele, Champ Robinson, Aranau Spain, Tarik, Bravo Delta
Nejlepší zadek (Best Ass)
Tyson Tyler
Nominace: Patrick Michaels, Sean Zevran, Armond Rizzo, Gabriel Cross, Tyson Tyler, Nick Sterling
Nejlepší tělo (Best Body)
Kurtis Wolfe
Nominace: Gianluigi Volti, Tyson Tyler, Sean Zevran, Ryan Rose, Kurtis Wolfe, Derek Atlas
Nejlepší sociální média (Best Social Media)
Leo Sweetwood
Nominace: Miles Previtire, Leo Sweetwood, Aleks Buldocek, Boomer Banks, Justin King, Tyson Tyler